# Draussen brennt’s
Draussen brennt’s ist ein deutscher Spielfilm von Ella Haas aus dem Jahr 2024. Die Uraufführung des Dramas erfolgt im Januar im Rahmen des Filmfestival Max Ophüls Preis 2024, wo das Werk in den Spielfilm-Wettbewerb aufgenommen wurde.

## Handlung
Das Frühjahr 2020, während der COVID-19-Pandemie: Die befreundeten Toni, Mia, Matze, Pauli und Elena beschließen, sich gemeinsam in einem geräumigen Ferienhaus mit großen Garten zu isolieren. Trotz der Einschränkungen, die die Pandemie mit sich bringt, will man eine schöne Zeit gemeinsam verbringen. Bei perfektem Wetter herrscht anfänglich eine gute Stimmung. Mit der Zeit wird die Gruppe von Existenzängsten und mentalen Problemen heimgesucht. Die jungen Menschen sind sich unsicher, ob die erzwungene Isolation zu einem Zusammenwachsen oder einem Auseinanderbrechen der Gruppe führen wird.

## Hintergrund
Draussen brennt’s ist der Abschlussfilm von Filmstudentin Ella Haas an der Berliner Hochschule für Technik (BHT).

## Veröffentlichung
Draussen brennt’s wurde am 24. Januar 2024 im Rahmen des Filmfestivals Max Ophüls Preis uraufgeführt.